# Triagoz
Les Triagoz sont un archipel au large de la côte nord de la Bretagne, en France.

## Géographie
Les Triagoz sont situées au large de la côte des Côtes-d'Armor, à une dizaine de kilomètres au nord-ouest de Trégastel et à une douzaine à l'ouest des Sept-Îles. Elles s'étendent sur environ 2 km de long, dans le sens sud-ouest/nord-est, et sur 500 m de large.
L'archipel est constitué d'une dizaine d'îlots. Le plus grand, Guen Braz, abrite le phare des Triagoz.
En juillet 2023, l'archipel des Triagoz est intégré au périmètre de la Réserve naturelle nationale des Sept-Îles avec l'île Tomé.